# Saison 2007 de l'équipe cycliste Euskaltel-Euskadi
L'équipe cycliste Euskaltel-Euskadi participe en 2007 au ProTour.

## Effectif
| Cycliste            | Date de naissance | Nationalité | Équipe 2006                  |
| ------------------- | ----------------- | ----------- | ---------------------------- |
| Beñat Albizuri      | 17.05.1981        | Espagne     | Euskaltel-Euskadi            |
| Igor Antón          | 02.03.1983        | Espagne     | Euskaltel-Euskadi            |
| Lander Aperribai    | 15.06.1982        | Espagne     | (débute comme professionnel) |
| Andoni Aranaga      | 01.01.1979        | Espagne     | Euskaltel-Euskadi            |
| Mikel Astarloza     | 17.11.1979        | Espagne     | Ag2r Prévoyance              |
| Jorge Azanza        | 16.06.1982        | Espagne     | Kaiku                        |
| Jon Bru             | 18.10.1977        | Espagne     | Kaiku                        |
| Unai Etxebarria     | 21.11.1972        | Venezuela   | Euskaltel-Euskadi            |
| Koldo Fernández     | 13.09.1981        | Espagne     | Euskaltel-Euskadi            |
| Aitor Galdós        | 08.11.1979        | Espagne     | Ceramica Panaria             |
| Dionisio Galparsoro | 13.08.1978        | Espagne     | Kaiku                        |
| Aitor Hernández     | 24.01.1982        | Espagne     | Euskaltel-Euskadi            |
| Iban Iriondo        | 01.05.1984        | Espagne     | Euskaltel-Euskadi            |
| Markel Irizar       | 05.02.1980        | Espagne     | Euskaltel-Euskadi            |
| Iñaki Isasi         | 20.04.1977        | Espagne     | Euskaltel-Euskadi            |
| Andoni Lafuente     | 06.09.1985        | Espagne     | (débute comme professionnel) |
| Íñigo Landaluze     | 09.05.1977        | Espagne     | Euskaltel-Euskadi            |
| Antton Luengo       | 17.01.1981        | Espagne     | Euskaltel-Euskadi            |
| Iban Mayoz          | 30.09.1981        | Espagne     | Euskaltel-Euskadi            |
| Juan José Oroz      | 11.07.1980        | Espagne     | Orbea                        |
| Aketza Peña         | 04.03.1981        | Espagne     | Euskaltel-Euskadi            |
| Alan Pérez          | 15.07.1982        | Espagne     | Euskaltel-Euskadi            |
| Rubén Pérez         | 30.10.1981        | Espagne     | Euskaltel-Euskadi            |
| Samuel Sánchez      | 05.02.1978        | Espagne     | Euskaltel-Euskadi            |
| Amets Txurruka      | 10.11.1982        | Espagne     | Barloworld                   |
| Unai Uribarri       | 28.02.1984        | Espagne     | Euskaltel-Euskadi            |
| Iván Velasco        | 07.02.1980        | Espagne     | Orbea                        |
| Gorka Verdugo       | 04.11.1978        | Espagne     | Euskaltel-Euskadi            |
| Haimar Zubeldia     | 01.04.1977        | Espagne     | Euskaltel-Euskadi            |
| Joseba Zubeldia     | 19.03.1979        | Espagne     | Euskaltel-Euskadi            |

## Victoires
| Date       | Course                                             | Pays    | Classe | Vainqueur       |
| ---------- | -------------------------------------------------- | ------- | ------ | --------------- |
| 15/02/2007 | Trofeo Calvia                                      | Espagne | 1.1    | Unai Etxebarria |
| 20/03/2007 | 7e étape de Tirreno-Adriatico                      | Italie  | PT     | Koldo Fernández |
| 14/04/2007 | 6e étape du Tour du Pays basque (contre-la-montre) | Espagne | PT     | Samuel Sánchez  |
| 05/05/2007 | 4e étape du Tour de Romandie                       | Suisse  | PT     | Igor Antón      |
| 27/05/2007 | 7e étape du Tour de Catalogne                      | Espagne | PT     | Samuel Sánchez  |
| 16/09/2007 | 15e étape du Tour d'Espagne                        | Espagne | PT     | Samuel Sánchez  |
| 21/09/2007 | 19e étape du Tour d'Espagne                        | Espagne | PT     | Samuel Sánchez  |
| 22/09/2007 | 20e étape du Tour d'Espagne                        | Espagne | PT     | Samuel Sánchez  |

## Classements UCI ProTour

### Individuel
| Rang | Coureur         | Points |
| ---- | --------------- | ------ |
| 9    | Samuel Sánchez  | 159    |
| 40   | Mikel Astarloza | 56     |
| 44   | Haimar Zubeldia | 53     |
| 48   | Igor Antón      | 45     |
| 113  | Íñigo Landaluze | 10     |
| 142  | Koldo Fernández | 7      |

### Équipe
L'équipe Euskaltel-Euskadi a terminé à la 11e place avec 227 points.